# Ria-Sirach
Ria-Sirach település Franciaországban, Pyrénées-Orientales megyében. Lakosainak száma 1294 fő (2022. január 1.). Ria-Sirach Campôme, Catllar, Prades, Codalet, Taurinya, Fillols, Corneilla-de-Conflent, Villefranche-de-Conflent, Conat és Mosset községekkel határos.

## Népesség
A település népessége az elmúlt években az alábbi módon változott:
| Lakosok száma | 1284 | 1314 | 1350 | 1325 | 1333 | 1348 | 1354 | 1324 | 1294 |
|               | 2013 | 2015 | 2016 | 2017 | 2018 | 2019 | 2020 | 2021 | 2022 |